# 佐藤さくら
佐藤 さくら（さとう さくら、1991年4月3日 - ）は、日本のタレント、グラビアアイドル、女優。所属事務所はリップを経てスカイコーポレーションであったが、現在はoffice RHIZOMEに籍を置いている。

## 来歴
沖縄県糸満市出身。糸満市内の中学校を卒業後、那覇市の県立高校に進学。
ミスマガジンに選出される前にも沖縄県内で放送のコマーシャル出演経験（沖縄ファミリーマート、三ツ矢サイダー（沖縄限定））があり、初代の三ツ矢サイダーガール（沖縄限定）にも選ばれている。また、同じ沖縄出身のORANGE RANGEの「O2」のPVにも登場している。
高校2年生の2008年9月から都内の高校へ転校し、本格的にグラビア活動に入る。同年のミス週刊少年マガジン受賞および副賞としてFM NACK5賞も受賞。2009年3月まで毎週水曜朝5時10分頃からOnAir中の（チャイム内）「さくらのかほり」ラジオパーソナリティとして活動。なお、当時のキャッチフレーズは「南国の女戦士」。
2011年、CRびっくりぱちんこ銀河鉄道999の企画イベント「ミス・メーテル2011」にエントリー。得票数1位となり、ミス・メーテルの称号とともに同年10月3日発売の『週刊プレイボーイ』のグラビア出演権を獲得した。
2021年5月31日を以ってスカイコーポレーションを退所、先述の通り現在はoffice RHIZOMEに所属。

## 人物
- 趣味は映画鑑賞[1]。好きなジャンルはSF[2][出典無効]。
- 特技は小学5年生から中学3年生までやっていたバスケットボール[7]。
- 高校を卒業後、1年間週5ペースで英会話学校へ通っていた。
- 自分の性格を一言でいうと「おしゃべり」だという[1]。
- 自分の好きなところはフレンドリーなところで、嫌いなところはマイナス思考なところ[1]。
- チャームポイントは目[1]。
- 実家の愛犬はミニチュアダックスの「ココ」（♀）。ブログに愛犬の写真を載せることがある。
- 本人曰く、キャベツを食べて胸が大きくなったという[8]。
- 将来の目標は綾瀬はるかのような演技派女優になること[7]。

### 嗜好
- 好きな芸能人は綾瀬はるか、小池徹平、ほしのあき[1]。
- 好きな男性のタイプは清潔感のあって、さわやかな人[1]
- 好きな食べ物はキャベツ、冷やしぜんざい、プリン、さくさくぱんだ。好きな飲み物はお〜いお茶。嫌いな食べ物はドリアンとパクチー[1]。
- 好きな漫画・雑誌は『PINKY』『ラブ★コン』[1]。
- 好きなスポーツはバスケットボール、ダーツ、フットサル。

## 出演・作品

### テレビ番組
- エンタの味方!（TBS、2008年4月3日・8月14日・21日・28日）
- 開運音楽堂（TBS、2009年4月25日・2010年3月6日・2012年1月7日）
- 蒼天航路（日本テレビ、2009年4月7日 - 2009年9月29日）
- 日テレジェニックの穴（日本テレビ、2009年7月18・25日） - ミスマガジン選抜の一員として出演
- 嬢識〜知りたGirly〜（テレビ朝日、2009年8月 - 9月） - レギュラー
- 僕の秘密★兵器 第9話（メ〜テレ） - 主演
- アリケン（テレビ東京、2010年5月29日） - アリケンCafeコーナー・ゲスト
- 劇団ひとりの新番組を考える会議（テレビ朝日、2011年6月27日）
- 夜遊び三姉妹（日本テレビ、2011年7月28日） - ふるぼっこ堂・ゲスト
- 愛しのメロンパン（テレ朝チャンネル、2011年9月10日・11月12日・26日）
- 全力坂（テレビ朝日、2011年9月14日・10月18日・31日）
- ハシゴマン（TOKYO MX、2011年12月15日） - ゲスト
- ジャガイモン（テレ朝チャンネル、2011年12月22日） - ゲスト
- お願い!ランキング お正月スペシャル（テレビ朝日、2012年1月1日）
- ワンセグランチボックス（NHKワンセグ2、2011年12月16日・2012年1月19日・2月17日）
- 女神降臨 #47（MONDO TV、2012年7月6日）[9]
- パチFUN!（長野放送、2012年2月・2013年2月6日・13日・20日）
- パチFUN!埼玉（テレビ埼玉、2013年6月27日・7月4日・11日・18日・10月6日）
- 金曜カーソル（WOWOWプライム、2013年11月15日） - 金曜カーソル隊として出演
- 東京生テレビ（J:COMチャンネル、2016年3月-2017年7月）
- 全力坂 インフォマーシャル（テレビ朝日、2017年）
- ウィン♪ウィン♪（OTV、2023年4月～）- ホテルセレクションレポーター

### CM
- 沖縄ファミリーマート
- 三ツ矢サイダー（沖縄限定）
- WEB イトーヨーカドー「瞬感 BODY COOLER 」（2017年）
- HARD OFF 「アパレル編」（2018年）
- WEB 三菱電機液晶テレビ「ガチでREALに恋をした」（2020年・2021年）
- 沖縄銀行 おきぎんキャッシュレス OKI Pay 編 （2023年）
- リゾートバイトのダイブ「ここが私の職場です。」（2023年）

### 映画
- Re:Play-Girls リプレイガールズ（2010年9月25日公開） - ハルナ 役
- 土竜の唄~香港狂騒曲~（2016年公開） - キャバ嬢 役

### Vシネマ
- コワバナJ 放課後の怪談3（2012年12月7日）

### ドラマ
- FBS 私は一本の木に恋をした（2008年） - 生徒 役

### イベント
- プロレス・エキスポ（2008年10月24日 - 25日） - イメージガール

### ラジオ番組
- GEKIDAN SAMBA CARNIVAL（2010年4月 - 10月、FM FUJI） - レギュラー・アシスタント
- ゴールデンアワー（水曜日パーソナリティー 14:00 - 15:50） - 2022年10月～2023年3月

### DVD
- ちゅらGIRL（2008年5月30日、スパイスビジュアル）
- ミスマガジン2008 佐藤さくら（2008年8月27日、バップ）
- 雫〜shizuku〜（2009年6月24日、イーネット・フロンティア）
- Re:play-Girls ハルナの物語 REASON OF MYSELF（2011年1月26日、グラッソ）
- NEW DAYS（2011年10月22日、マックス）
- さくらの咲く頃に（2012年3月23日、トリコ）
- さくら色した…（2013年1月25日、エスデジタル）
- さくらんぼ（2013年10月25日、エアーコントロール）
- ハシゴマン 神田編（2013年）
- 実録！恐怖の心霊スポット（2014年）
- 強制除霊師  斎（2021年） - 主役：斎 役

### 写真集
- さくら便り（2009年12月16日発売、ジャパンタイム）

### PV
- ORANGE RANGE「O2」（2008年）
- TRUE「サウンドスケープ」
- ChouCho ｢kaleidoscope｣

### 舞台
- 幕末エンジェル〜伝えたい愛の歌〜（2008年11月27日 - 30日）
- ビデオショップドリーミング（2009年6月18日 - 21日）
- IMAGINE9.11（2009年9月10日 - 13日）
- FLYING PIRATES ネバーランド漂流記-featuringGUY'S- （2010年4月8日 - 10日、銀座みゆき館劇場） - ティンカーベル 役（日替わりゲスト）
- アリー・エンターテイメントプロデュース「いい日、リストラ」（2010年8月18日 - 22日、シアターグリーン）
- まなつの銀河に雪のふるほし（2012年2月29日 - 3月4日、六行会ホール） - 木在綴 役（日替わりゲスト）
- Amazingプレゼンツ 「舞台版 ビーナスファンタジスタ 〜Thecrescendo in my heart〜」（2012年8月29日 - 9月2日、赤坂レッドシアター）
- 踊るOH！遊戯（2013年7月11日 - 2013年7月15日、横浜相鉄本多劇場）
- 回想テーブル~権藤を待ちながら~（2014年2月25日 - 27日、 渋谷J-POPカフェ）
- いえすまいラブ！？（2016年12月13日 - 18日、築地ブディストホール）
- CHEERS 七夕の奇跡（2017年7月4日 - 9日、八幡山ワーサルシアター）
- 氷雪の門（2017年8月29日 - 9月3日、中野 テアトルBONBON）
- Oh!Tsukimi ~オツキミ~（2018年2月7日 - 12日、ウッディシアター中目黒）
- 三文芝居狂詩曲 ソープオペララプソディ（2018年4月17日 - 22日、築地ブディストホール）
- スリーリング（2018年7月24日 - 29日、北池袋 新生館シアター）
- 鋼鉄の棺（2019年2月26日 - 3月3日、阿佐ヶ谷 シアターシャイン）
- LOCKDOWN（2020年11月10日 - 11月15日、中野 ザ•ポケット）
- WELL（2021年4月6日 - 11日、新宿村LIVE）
- 石を投げる女がいて（2022年3月23日 - 27日、新宿こくみん共済coopホール）
- ルチャドーラ（2022年8月24日 - 28日、赤坂レッドシアター）
- he Final Second ~ 永遠の一秒 　(2023年1月20日 - 21日、沖縄市民小劇場あしびなー)

### WEB番組
- あきげんの『旬感』（@TV、2011年7月7日 - 2012年12月13日） - レギュラー出演
- マイスマ全部のせ★（マイスマTV、2013年7月23日 - ） - メインMC